# Michael Steinwender
Michael Steinwender, né le 4 mai 2000 à Eisenstadt en Autriche, est un footballeur autrichien qui évolue au poste de défenseur central au TSV Hartberg.

## Biographie

### En club
Né à Eisenstadt en Autriche, Michael Steinwender commence le football au ASK Baumgarten, puis il fait un passage de deux ans au Rapid Vienne avant d'être formé par le SV Mattersburg, où il poursuit sa formation.
Le 20 juin 2020, Steinwender fait sa première apparition en équipe première, à l'occasion d'une rencontre de première division autrichienne, face au SKN Sankt Pölten. Il entre en jeu à la place de Andreas Gruber, et son équipe s'impose sur le score de deux buts à zéro.
Le 19 août 2020, Michael Steinwender rejoint librement le SKN Sankt Pölten. Il signe un contrat de trois ans, soit jusqu'en juin 2023.
Il joue son premier match sous ses nouvelles couleurs le 20 septembre 2020, lors d'une rencontre de championnat contre le FC Admira Wacker Mödling. Il entre en jeu à la place de Kofi Schulz (en) et son équipe s'impose par cinq buts à zéro.
Le 31 août 2021, Michael Steinwender s'engage en faveur du TSV Hartberg pour un contrat de trois ans, soit jusqu'en juin 2024. Il arrive pour renforcer le poste de défenseur central après le départ de Felix Luckeneder (en),.
Steinwender inscrit son premier but en professionnel, et donc pour le TSV Hartberg, le 31 août 2022, lors d'une rencontre de coupe d'Autriche face au FC Dornbirn 1913. Il est titularisé et marque en fin de match mais son équipe s'incline tout de même par trois buts à deux,.

### En sélection
Michael Steinwender représente l'équipe d'Autriche des moins de 18 ans, jouant au total deux matchs avec cette sélection, les deux en 2017.